# WeatherTech SportsCar Championship 2019
Navigation
Édition précédente Édition suivante
La saison 2019 du WeatherTech SportsCar Championship est la sixième édition de cette compétition issue de la fusion des championnats American Le Mans Series et Rolex Sports Car Series. Elle se déroule du 24 janvier 2019 au 12 octobre 2019 et comprend douze manches.
La mini série regroupant les quatre principales courses du championnat (24 Heures de Daytona, 12 Heures de Sebring, 6 Heures de Watkins Glen et Petit Le Mans) prend le nom de Michelin Endurance Cup à la suite du désengagement de Tequila Patrón du championnat.
Le championnat 2019 revient à un format comprenant quatre catégories. En effet, les DPi et LMP2 sont désormais leur propre catégorie.
Afin de commémorer les 50 ans de l’IMSA, les instances ont dévoilé un nouveau logo qui représente la série pour cette saison.
Michelin équipe la totalité des catégories pour cette saison à la suite du retrait de Continental.

## Calendrier
Le calendrier 2019 est dévoilé le 4 août 2018 et comprend douze manches.
| Rnd. | Course                                           | Durée               | Classes   | Circuit                        | Lieu          | État, Pays              | Date            |
| ---- | ------------------------------------------------ | ------------------- | --------- | ------------------------------ | ------------- | ----------------------- | --------------- |
| 1    | Rolex 24 at Daytona                              | 24 heures           | Toutes    | Daytona International Speedway | Daytona Beach | Floride, États-Unis     | 26 & 27 janvier |
| 2    | Mobil 1 12 Hours of Sebring                      | 12 heures           | Toutes    | Sebring International Raceway  | Sebring       | Floride, États-Unis     | 16 mars         |
| 3    | BUBBA burger Sports Car Grand Prix at Long Beach | 1 heure 40 minutes  | P & GTLM  | Circuit urbain de Long Beach   | Long Beach    | Californie, États-Unis  | 13 avril        |
| 4    | Acura Sports Car Challenge at Mid-Ohio           | 2 heures 40 minutes | Toutes    | Mid-Ohio Sports Car Course     | Lexington     | Ohio, États-Unis        | 5 mai           |
| 5    | Chevrolet Detroit Grand Prix                     | 1 heure 40 minutes  | P & GTD   | Circuit de Belle Isle          | Détroit       | Michigan, États-Unis    | 1er juin        |
| 6    | Sahlen's Six Hours of The Glen                   | 6 heures            | Toutes    | Watkins Glen International     | Watkins Glen  | New York, États-Unis    | 30 juin         |
| 7    | SportsCar Grand Prix                             | 2 heures 40 minutes | Toutes    | Canadian Tire Motorsport Park  | Bowmanville   | Ontario, Canada         | 7 juillet       |
| 8    | Northeast Grand Prix                             | 2 heures 40 minutes | GTLM, GTD | Lime Rock Park                 | Lakeville     | Connecticut, États-Unis | 20 juillet      |
| 9    | Road America                                     | 2 heures 40 minutes | Toutes    | Road America                   | Elkhart Lake  | Wisconsin, États-Unis   | 4 août          |
| 10   | Michelin GT Challenge at VIR                     | 2 heures 40 minutes | GTLM, GTD | Virginia International Raceway | Alton         | Virginie, États-Unis    | 25 août         |
| 11   | WeatherTech Raceway Laguna Seca                  | 2 heures 40 minutes | Toutes    | Circuit de Laguna Seca         | Monterey      | Californie, États-Unis  | 15 septembre    |
| 12   | Motul Petit Le Mans                              | 10 heures           | Toutes    | Road Atlanta                   | Braselton     | Géorgie, États-Unis     | 12 octobre      |

### Changements au Calendrier
- L’IMSA a lancé une série de sept courses de sprint pour les concurrents GTD dans le cadre du championnat WeatherTech SportsCar. Elle aura pour nom la WeatherTech Sprint Cup. Il y aura donc trois titres différents en GTD : celui de la saison « régulière », celui de la Sprint Cup et de la Michelin Endurance Cup

## Engagés

### DPi

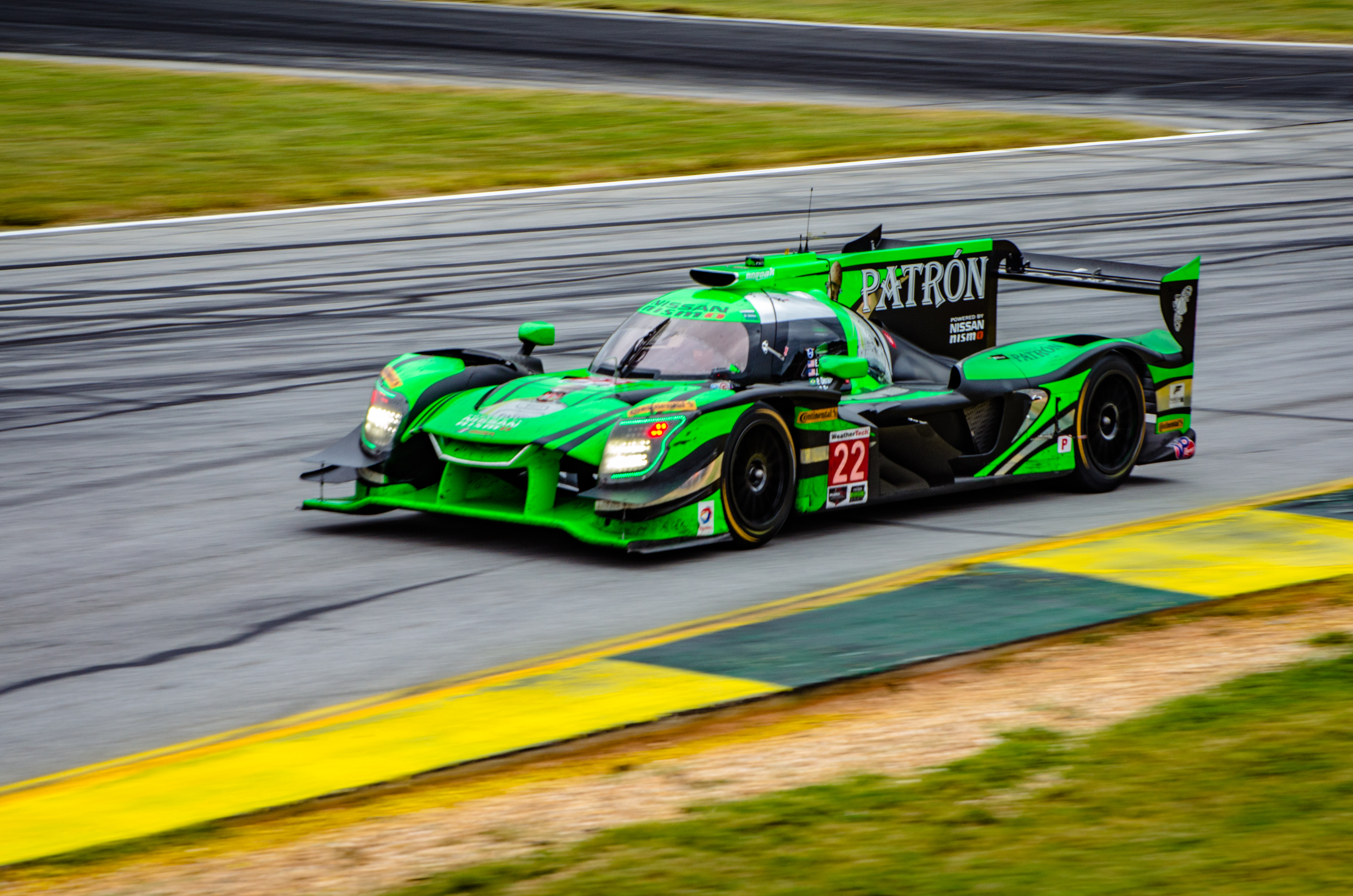
Nissan Onroak DPi

La classe DPi, répond à la réglementation Daytona Prototype International (DPi) ou les constructeurs automobiles utilisent un des châssis homologués par ACO et la FIA en LMP2 mais avec la possibilité de modifier la carrosserie et le moteur. Les zones de la carrosserie se situent au niveau de l'avant, des pontons et des ailes arrière et peuvent être modifiées sur le plan aérodynamique pour « coller » à l’esprit du constructeur.
La Balance des Performances (BOP) entre les DPi sera étudiée avec des essais en soufflerie. Les commissaires de l'IMSA testeront et vérifieront également les moteurs avec pour objectif une puissance de 600 ch et un niveau comparable de puissance et de couple.
Acura (Oreca), Mazda (Riley Technologies), Cadillac (Dallara) et Nissan (Onroak Automotive) ont développé des voitures répondant à cette réglementation.
Les pneus Michelin sont utilisés par toutes les voitures.
| 5  |                                 | Mustang Sampling Racing   | Cadillac DPi-V.R  | Filipe Albuquerque (Toutes) | João Barbosa (Toutes)                | Christian Fittipaldi (1)    | Brendon Hartley (2)       |
| 5  | Mike Conway (6, 12)             | Mustang Sampling Racing   | Cadillac DPi-V.R  |                             |                                      |                             |                           |
| 6  |                                 | Acura Team Penske         | Acura ARX-05      | Dane Cameron (Toutes)       | Juan Pablo Montoya (Toutes)          | Simon Pagenaud (1-2, 6, 12) |                           |
| 7  |                                 | Acura Team Penske         | Acura ARX-05      | Hélio Castroneves (Toutes)  | Ricky Taylor (Toutes)                | Alexander Rossi (1-2)       | Graham Rahal (12)         |
| 10 |                                 | Wayne Taylor Racing       | Cadillac DPi-V.R  | Jordan Taylor (Toutes)      | Renger van der Zande (Toutes)        | Kamui Kobayashi (1)         | Fernando Alonso (1)       |
| 10 | Matthieu Vaxivière (2-12)       | Wayne Taylor Racing       | Cadillac DPi-V.R  |                             |                                      |                             |                           |
| 31 |                                 | Whelen Engineering Racing | Cadillac DPi-V.R  | Pipo Derani (Toutes)        | Felipe Nasr (Toutes)                 | Eric Curran (1-2, 6, 12)    |                           |
| 50 |                                 | Juncos Racing             | Cadillac DPi-V.R  | William Owen (1-7, 12)      | René Binder (1-2, 6, 12)             | Agustín Canapino (en) (1-2) | Kyle Kaiser (en) (1, 3-4) |
| 50 | Victor Franzoni (en) (5, 7)     | Juncos Racing             | Cadillac DPi-V.R  | Spencer Pigot (12)          |                                      |                             |                           |
| 54 |                                 | CORE Autosport            | Nissan Onroak DPi | Jonathan Bennett (Toutes)   | Colin Braun (Toutes)                 | Romain Dumas (1-2, 6, 12)   | Loïc Duval (1)            |
| 55 |                                 | Mazda Team Joest          | Mazda RT24-P      | Jonathan Bomarito (Toutes)  | Harry Tincknell (1–3, 5–7, 9, 11–12) | Olivier Pla (–2, 6, 12)     | Ryan Hunter-Reay (4)      |
| 77 |                                 | Mazda Team Joest          | Mazda RT24-P      | Tristan Nunez (Toutes)      | Oliver Jarvis (Toutes)               | Timo Bernhard (1–2, 6, 12)  | René Rast (1)             |
| 84 |                                 | JDC Miller Motorsports    | Cadillac DPi-V.R  | Simon Trummer (Toutes)      | Stephen Simpson (Toutes)             | Chris Miller (1–2, 6, 12)   | Juan Piedrahita (en) (1)  |
| 85 |                                 | JDC Miller Motorsports    | Cadillac DPi-V.R  | Mikhail Goikhberg (Toutes)  | Tristan Vautier (Toutes)             | Rubens Barrichello (1)      | Devlin DeFrancesco (1)    |
| 85 | Juan Piedrahita (en) (2, 6, 12) | JDC Miller Motorsports    | Cadillac DPi-V.R  |                             |                                      |                             |                           |

### LMP2

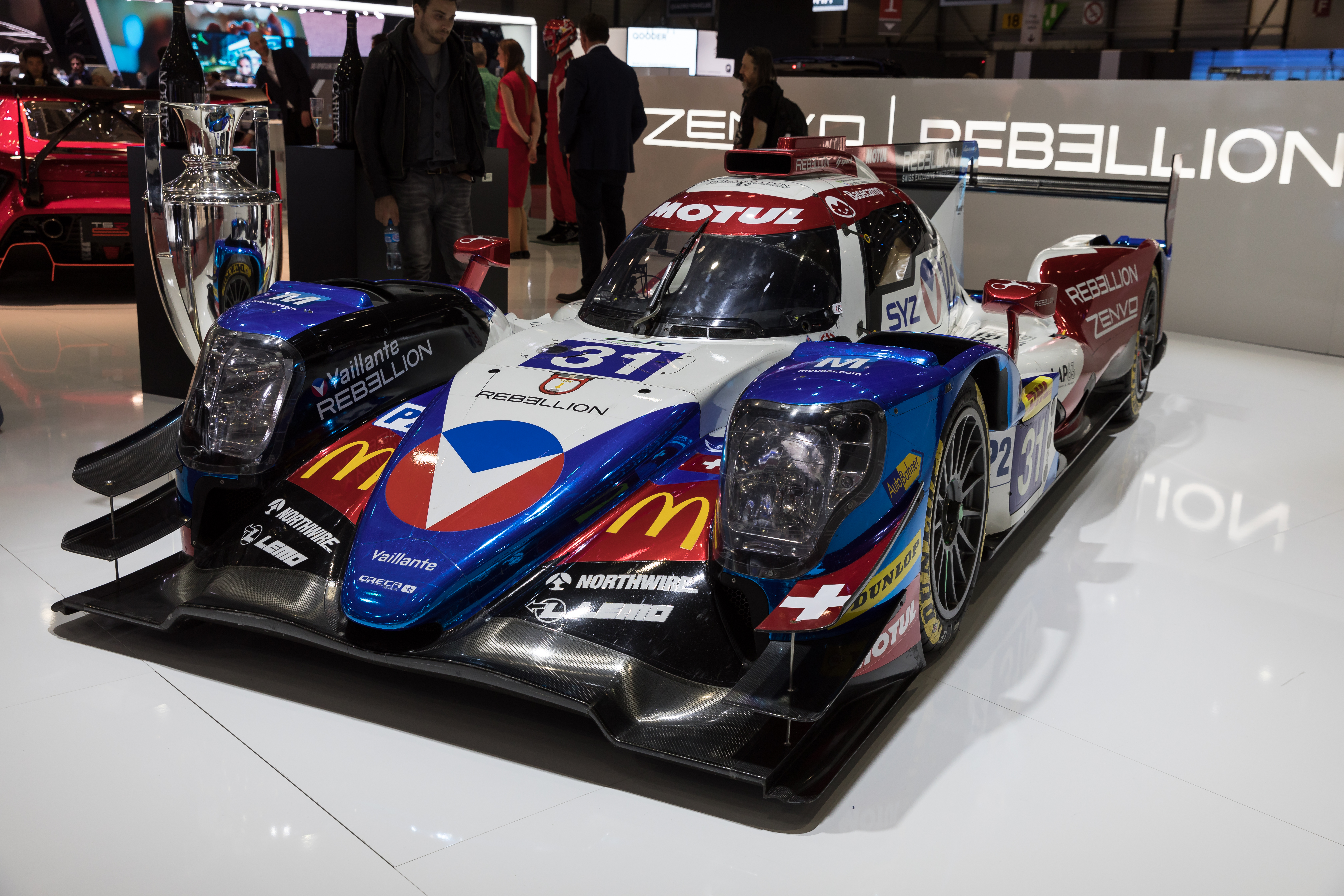
Oreca 07

La classe LMP2, est composée de voitures répondant à la réglementation LMP2 mise en place par l'ACO et la FIA pour le championnat du monde d'endurance FIA, c'est-à-dire un châssis Dallara, Ligier, Oreca ou Riley Technologies équipé d'un moteur V8 atmosphérique Gibson. Il n'y a pas de BOP dans cette catégorie.
Les pneus Michelin sont utilisés par toutes les voitures.
Cette classe étant une classe Pro-Am, chaque voiture ne doit pas être pilotée par plus de deux pilotes Platinium ou Or sur les courses d'endurance et doivent être pilotées par au moins un pilote Argent ou Bronze sur les autres courses. Le départ doit obligatoirement être pris par le pilote Bronze ou Argent.
| 18 |                         | Performance Tech Motorsports | Oreca 07 | Cameron Cassels (Toutes) | Kyle Masson (1–2, 4, 6–7, 11–12) | Kris Wright (1)        | Robert Masson (1) |
| 18 | Andrew Evans (2, 6, 12) | Performance Tech Motorsports | Oreca 07 | James French (9)         |                                  |                        |                   |
| 38 |                         | DragonSpeed                  | Oreca 07 | Ben Hanley (1)           | Henrik Hedman (1)                | Nicolas Lapierre (1)   | James Allen (1)   |
| 52 |                         | PR1/Mathiasen Motorsports    | Oreca 07 | Matt McMurry (Toutes)    | Gabriel Aubry (1–2, 6, 12        | Mark Kvamme (1)        | Enzo Guibbert (1) |
| 52 | Anders Fjordbach (2)    | PR1/Mathiasen Motorsports    | Oreca 07 | Eric Lux (4, 6)          | Dalton Kellett (en) (7, 11-12)   | Patrick Kelly (9)      |                   |
| 81 |                         | DragonSpeed                  | Oreca 07 | Roberto González (1)     | Pastor Maldonado (1)             | Sebastián Saavedra (1) | Ryan Cullen (1)   |

### GT Le Mans

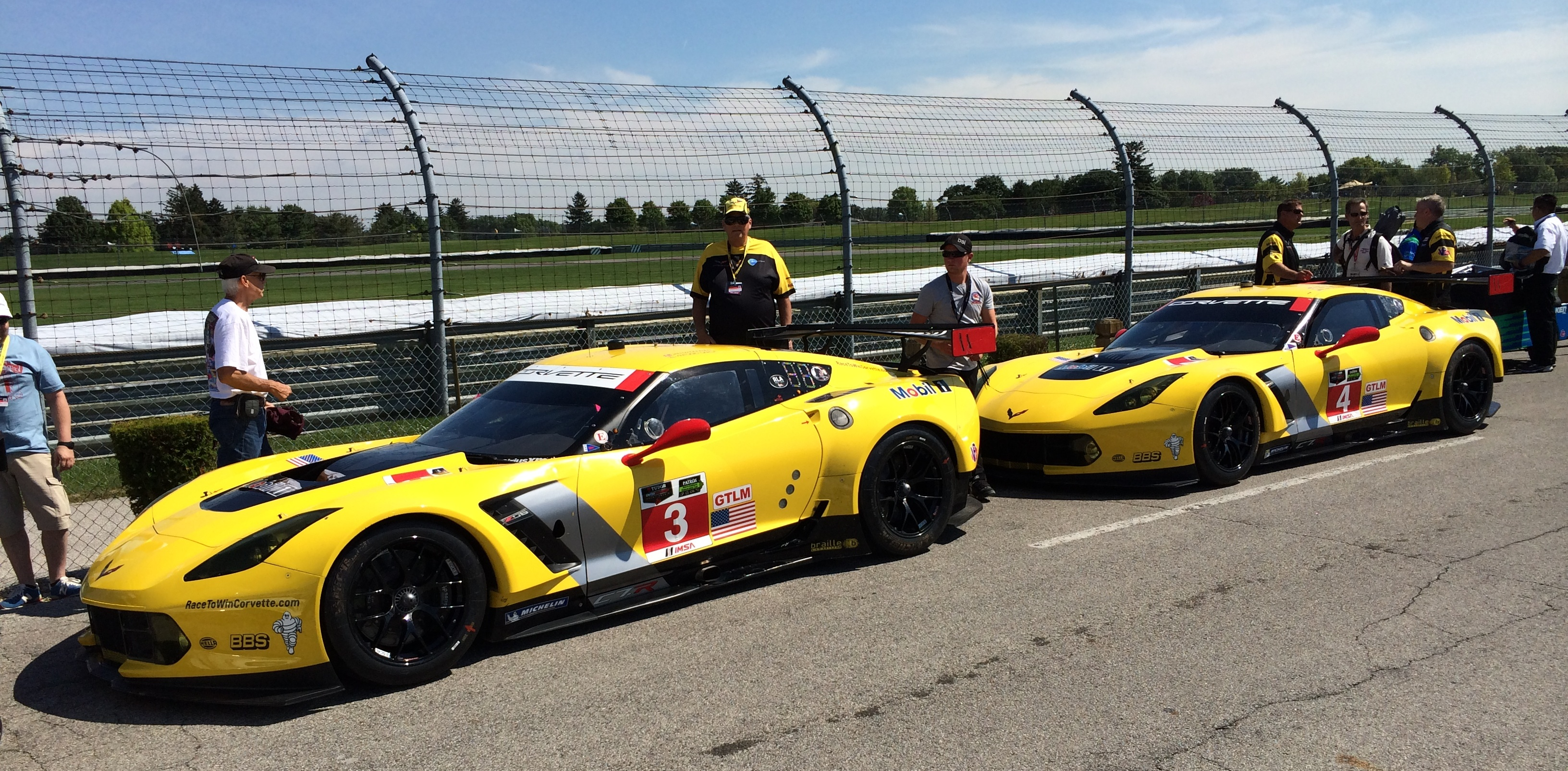
Chevrolet Corvette C7.R

La classe GT Le Mans, est composée de voitures répondant à la réglementation LM GTE mis en place par l'ACO, la FIA et l'IMSA. Les constructeurs Aston Martin, BMW, Chevrolet, Ferrari, Ford, et Porsche, ont des voitures qui répondent au règlement mis en place. La cylindrée du moteur est limitée à 5,5 L pour les moteurs atmosphérique ou 4,0 L pour les turbos/moteurs suralimentés. Le poids minimum est de 1 245 kg.
Une Balance des Performances (BOP) est mise en place par l'IMSA afin d'harmoniser les performances des voitures.
Les pneus Michelin sont utilisés par toutes les voitures.
| 3   |                           | Corvette Racing          | Chevrolet Corvette C7.R | Antonio García (Toutes)      | Jan Magnussen (Toutes)        | Mike Rockenfeller (1–2, 12    |                    |
| 4   |                           | Corvette Racing          | Chevrolet Corvette C7.R | Oliver Gavin (Toutes)        | Tommy Milner (1–4, 6, 9–12    | Marcel Fässler (1–2, 7–8, 12  |                    |
| 24  |                           | BMW Team RLL             | BMW M8 GTE              | John Edwards (Toutes)        | Jesse Krohn (Toutes)          | Chaz Mostert (en) (1)         | Alex Zanardi (1)   |
| 24  | Philipp Eng (2, 12)       | BMW Team RLL             | BMW M8 GTE              |                              |                               |                               |                    |
| 25  |                           | BMW Team RLL             | BMW M8 GTE              | Connor De Phillippi (Toutes) | Colton Herta (1-2, 12)        | Philipp Eng (1)               | Augusto Farfus (1) |
| 25  | Tom Blomqvist (2–4, 6–12) | BMW Team RLL             | BMW M8 GTE              |                              |                               |                               |                    |
| 62  |                           | Risi Competizione        | Ferrari 488 GTE         | James Calado (1, 12)         | Alessandro Pier Guidi (1, 12) | Davide Rigon (1)              | Miguel Molina (1)  |
| 62  | Daniel Serra (12)         | Risi Competizione        | Ferrari 488 GTE         |                              |                               |                               |                    |
| 66  |                           | Ford Chip Ganassi Racing | Ford GT                 | Dirk Müller (Toutes)         | Sébastien Bourdais (1-4, 12)  | Joey Hand (1–2, 6–12)         |                    |
| 67  |                           | Ford Chip Ganassi Racing | Ford GT                 | Ryan Briscoe (Toutes)        | Richard Westbrook (Toutes)    | Scott Dixon (1–2, 12)         |                    |
| 911 |                           | Porsche GT Team          | Porsche 911 RSR         | Patrick Pilet (Toutes)       | Nick Tandy (Toutes)           | Frédéric Makowiecki (1–2, 12) |                    |
| 912 |                           | Porsche GT Team          | Porsche 911 RSR         | Earl Bamber (Toutes)         | Laurens Vanthoor (Toutes)     | Mathieu Jaminet (1–2, 12)     |                    |

### GT Daytona

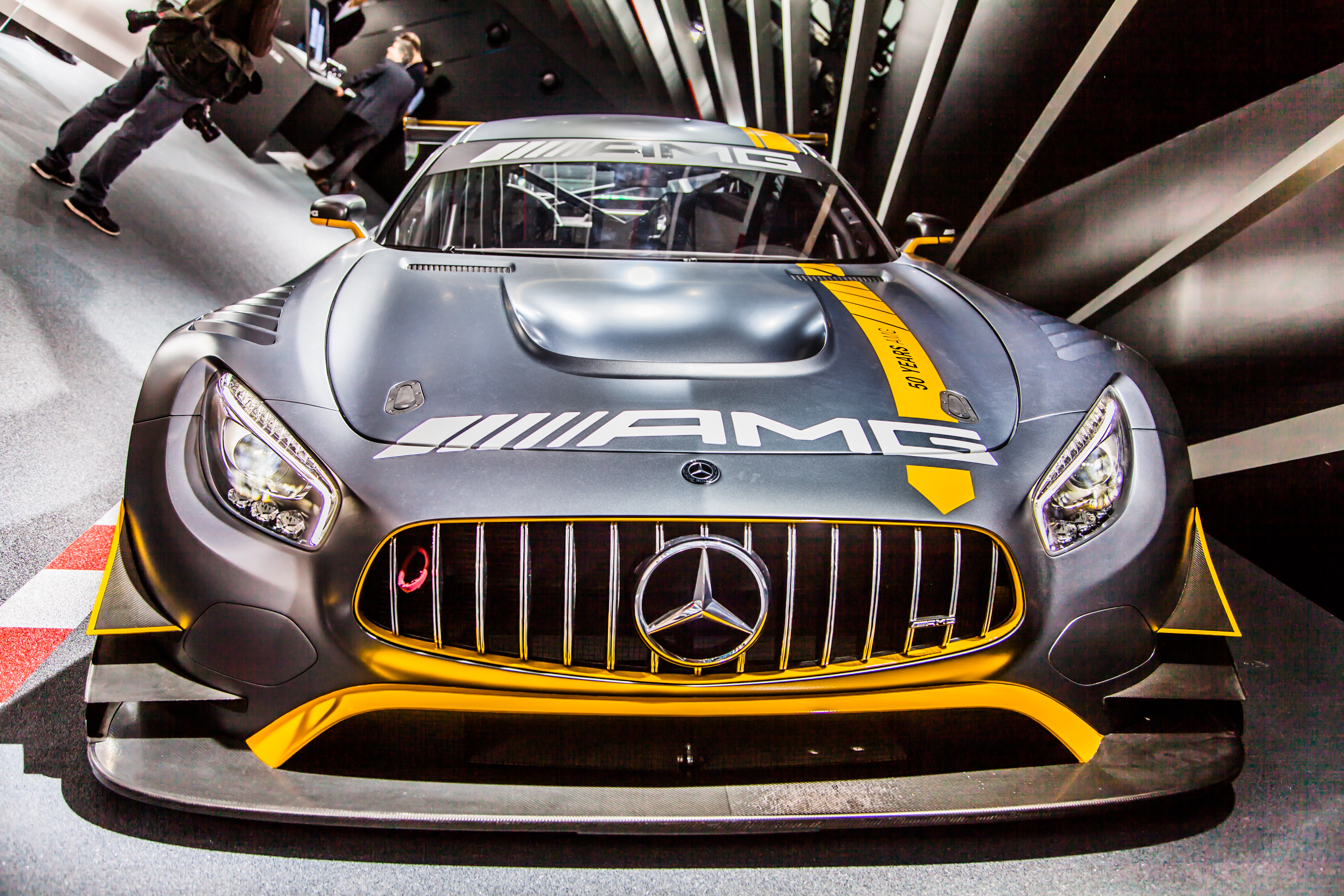
Mercedes-AMG GT3

La classe GT Daytona composée de voitures correspondant à la réglementation GT3 mise en place par la FIA,. Les constructeurs Aston Martin, Audi, Bentley, BMW, Callaway, Ferrari, Honda, Lamborghini, Lexus, McLaren, Mercedes, Nissan, et Porsche, ont des voitures qui répondent au règlement mis en place.
Une Balance des Performances (BOP) est mise en place par l'IMSA afin d'harmoniser les performances des voitures. Les pneus Michelin sont utilisés par toutes les voitures.
Cette classe étant une classe Pro-Am, chaque voiture ne doit pas être pilotée par plus de deux pilotes Platinium ou Or sur les courses d'endurance et doivent être pilotées par au moins un pilote Argent ou Bronze sur les autres courses. Le départ doit obligatoirement être pris par le pilote Bronze ou Argent.
| 8   |                | Starworks Motorsport                      | Audi R8 LMS Evo             | Parker Chase      | Ryan Dalziel             | Christopher Haase    | Ezequiel Perez Companc |
| 9   |                | Pfaff Motorsports                         | Porsche 911 GT3 R           | Zacharie Robichon | Scott Hargrove           | Lars Kern            | Dennis Olsen           |
| 11  |                | GRT Grasser Racing Team                   | Lamborghini Huracán GT3 Evo | Mirko Bortolotti  | Christian Engelhart (en) | Rolf Ineichen        | Rik Breukers           |
| 12  |                | AIM Vasser Sullivan                       | Lexus RC F GT3              | Townsend Bell     | Frankie Montecalvo       | Aaron Telitz         | Jeff Segal             |
| 13  |                | Via Italia Racing                         | Ferrari 488 GT3             | Chico Longo       | Victor Franzoni (en)     | Marcos Gomes         | Andrea Bertolini       |
| 14  |                | AIM Vasser Sullivan                       | Lexus RC F GT3              | Jack Hawksworth   | Richard Heistand         | Austin Cindric       | Nick Cassidy           |
| 19  |                | Moorespeed                                | Audi R8 LMS                 | Will Hardeman     | Alex Riberas             | Andrew Davis         | Markus Winkelhock      |
| 29  |                | Montaplast avec Land Motorsport           | Audi R8 LMS Evo             | Christopher Mies  | Dries Vanthoor           | Ricardo Feller       | Daniel Morad           |
| 33  |                | Mercedes-AMG Team Riley Motorsports       | Mercedes-AMG GT3            | Ben Keating       | Jeroen Bleekemolen       | Luca Stolz (de)      | Felipe Fraga           |
| 44  |                | Magnus Racing                             | Lamborghini Huracán GT3 Evo | Andy Lally        | John Potter              | Spencer Pumpelly     | Marco Mapelli (en)     |
| 46  |                | Ebimotors                                 | Lamborghini Huracán GT3 Evo | Emanuele Busnelli | Fabio Babini             | Giacomo Altoè (en)   | Taylor Proto           |
| 47  |                | Precision Performance Motorsports (en)    | Lamborghini Huracán GT3 Evo | Linus Lundqvist   | Steve Dunn               | Miloš Pavlović       | Don Yount              |
| 48  |                | Paul Miller Racing                        | Lamborghini Huracán GT3 Evo | Bryan Sellers     | Ryan Hardwick            | Corey Lewis          | Andrea Caldarelli      |
| 51  |                | Spirit of Race                            | Ferrari 488 GT3             | Paul Dalla Lana   | Pedro Lamy               | Mathias Lauda        | Daniel Serra           |
| 57  |                | Heinricher Racing avec Meyer Shank Racing | Acura NSX GT3 Evo           | Katherine Legge   | Simona de Silvestro      | Ana Beatriz          | Jackie Heinricher      |
| 63  |                | WeatherTech Racing                        | Ferrari 488 GT3             | Cooper MacNeil    | Toni Vilander            | Dominik Farnbacher   | Jeff Westphal          |
| 71  |                | P1 Motorsports                            | Mercedes-AMG GT3            | Maximilian Buhk   | Fabian Schiller (de)     | Dominik Baumann      | JC Perez               |
| 73  |                | Park Place Motorsports                    | Porsche 911 GT3 R           | Patrick Lindsey   | Patrick Long             | Nick Boulle          | Matt Campbell          |
| 86  |                | Meyer Shank Racing avec Curb Agajanian    | Acura NSX GT3 Evo           | Trent Hindman     | Mario Farnbacher         | Justin Marks         | A. J. Allmendinger     |
| 88  |                | WRT Speedstar Audi Sport                  | Audi R8 LMS Evo             | Roman de Angelis  | Ian James                | Kelvin van der Linde | Frédéric Vervisch      |
| 96  |                | Turner Motorsport                         | BMW M6 GT3                  | Bill Auberlen     | Robby Foley              | Dillon Machavern     | Jens Klingmann         |
| 99  |                | NGT Motorsport                            | Porsche 911 GT3 R           | Sven Müller       | Jürgen Häring            | Alfred Renauer       | Klaus Bachler          |
| 99  | Steffen Goerig | NGT Motorsport                            | Porsche 911 GT3 R           |                   |                          |                      |                        |
| 540 |                | Black Swan Racing                         | Porsche 911 GT3 R           | Timothy Pappas    | Matteo Cairoli           | Dirk Werner          | Marco Seefried         |
|     |                | Compass Racing                            | McLaren 720S GT3            | Matt Plumb (en)   | Paul Holton              |                      |                        |

## Résumé

### 24 Heures de Daytona
Les 24 Heures de Daytona sont remportées par la Cadillac DPi-V.R de l'équipe Wayne Taylor Racing et pilotée par Jordan Taylor, Renger van der Zande, Kamui Kobayashi et Fernando Alonso.

### 12 Heures de Sebring
Les 12 Heures de Sebring sont remportées par la Cadillac DPi-V.R de l'équipe Whelen Engineering Racing et pilotée par Felipe Nasr, Eric Curran et Pipo Derani.

### Grand Prix automobile de Long Beach
Le Grand Prix automobile de Long Beach a été remporté par la Cadillac DPi-V.R de l'équipe Mustang Sampling Racing et pilotée par João Barbosa et Filipe Albuquerque.

### Sports Car Challenge à Mid-Ohio
Le Sports Car Challenge à Mid-Ohio est remporté par l'Acura ARX-05 de l'écurie Acura Team Penske et pilotée par Dane Cameron et Juan Pablo Montoya.

### Sports Car Classic à Détroit
Le Sports Car Challenge à Mid-Ohio est remporté par l'Acura ARX-05 de l'écurie Acura Team Penske et pilotée par Dane Cameron et Juan Pablo Montoya, qui signent leur deuxième victoire consécutive de la saison.

### 6 Heures de Watkins Glen
Le SportsCar Grand Prix à Bowmanville est remporté par la Mazda RT24-P de l'écurie Mazda Team Joest et pilotée par Tristan Nunez et Oliver Jarvis, qui signent la deuxième victoire consécutive de l'écurie Mazda Team Joest.

### SportsCar Grand Prix à Bowmanville
Le SportsCar Grand Prix à Bowmanville est remporté par la Mazda RT24-P de l'écurie Mazda Team Joest et pilotée par Jonathan Bomarito, Olivier Pla et Harry Tincknell.

### Northeast Grand Prix à Lakeville
Le Sports Car Challenge à Mid-Ohio est remporté par la Ford GT de l'écurie Ford Chip Ganassi Racing et pilotée par Ryan Briscoe et Richard Westbrook, qui signent leur première victoire de la saison.

### Road Race Showcase à Elkhart Lake
Le SportsCar Grand Prix à Bowmanville est remporté par la Mazda RT24-P de l'écurie Mazda Team Joest et pilotée par Jonathan Bomarito et Harry Tincknell.

### GT Challenge à VIR
Le GT Challenge at VIR a été remporté par la Porsche 911 RSR de l'écurie Porsche GT Team et pilotée par Patrick Pilet et Nick Tandy.

### Grand Prix de Monterey
Le Grand Prix de Monterey a été remporté par l'Acura ARX-05 de l'écurie Acura Team Penske et pilotée par Dane Cameron et Juan Pablo Montoya.

### Petit Le Mans
Le Petit Mans sont remportées par la Cadillac DPi-V.R de l'équipe Whelen Engineering Racing et pilotée par Felipe Nasr, Eric Curran et Pipo Derani.

## Résultats
Les vainqueurs du classement général de chaque manche sont inscrits en caractères gras.
| N° | Course       | Daytona Prototype International (DPi)                              | Le Mans Prototype 2 (LMP2)                                       | GT Le Mans (GTLM)                                           | GT Daytona (GTD)                                                     | Résultats |
| N° | Course       | Équipe victorieuse                                                 | Équipe victorieuse                                               | Équipe victorieuse                                          | Équipe victorieuse                                                   | Résultats |
| N° | Course       | Pilotes victorieux                                                 | Pilotes victorieux                                               | Pilotes victorieux                                          | Pilotes victorieux                                                   | Résultats |
| -- | ------------ | ------------------------------------------------------------------ | ---------------------------------------------------------------- | ----------------------------------------------------------- | -------------------------------------------------------------------- | --------- |
| 1  | Daytona      | Konica Minolta Cadillac DPi-V.R                                    | DragonSpeed                                                      | BMW Team RLL                                                | GRT Grasser Racing Team                                              | Résultats |
| 1  | Daytona      | Jordan Taylor Renger van der Zande Kamui Kobayashi Fernando Alonso | Roberto González Pastor Maldonado Sebastián Saavedra Ryan Cullen | Augusto Farfus Connor De Phillippi Philipp Eng Colton Herta | Mirko Bortolotti Christian Engelhart (en) Rolf Ineichen Rik Breukers | Résultats |
| 2  | Sebring      | Whelen Engineering Racing                                          | Performance Tech Motorsports                                     | Porsche GT Team                                             | GRT Grasser Racing Team                                              | Résultats |
| 2  | Sebring      | Felipe Nasr Eric Curran Pipo Derani                                | Kyle Masson Andrew Evans Cameron Cassels                         | Frédéric Makowiecki Patrick Pilet Nick Tandy                | Rolf Ineichen Mirko Bortolotti Rik Breukers                          | Résultats |
| 3  | Long Beach   | Mustang Sampling Racing                                            | N'y participent pas                                              | Porsche GT Team                                             | N'y participent pas                                                  | Résultats |
| 3  | Long Beach   | João Barbosa Filipe Albuquerque                                    | N'y participent pas                                              | Earl Bamber Laurens Vanthoor                                | N'y participent pas                                                  | Résultats |
| 4  | Lexington    | Acura Team Penske                                                  | PR1/Mathiasen Motorsports                                        | Porsche GT Team                                             | AIM Vasser-Sullivan                                                  | Résultats |
| 4  | Lexington    | Dane Cameron Juan Pablo Montoya                                    | Matt McMurry Eric Lux                                            | Earl Bamber Laurens Vanthoor                                | Richard Heistand Jack Hawksworth                                     | Résultats |
| 5  | Belle Isle   | Acura Team Penske                                                  | N'y participent pas                                              | N'y participent pas                                         | AIM Vasser-Sullivan                                                  | Résultats |
| 5  | Belle Isle   | Dane Cameron Juan Pablo Montoya                                    | N'y participent pas                                              | N'y participent pas                                         | Jack Hawksworth Richard Heistand                                     | Résultats |
| 6  | Watkins Glen | Mazda Team Joest                                                   | PR1/Mathiasen Motorsports                                        | Porsche GT Team                                             | Meyer Shank Racing avec Curb Agajanian                               | Résultats |
| 6  | Watkins Glen | Jonathan Bomarito Olivier Pla Harry Tincknell                      | Gabriel Aubry Eric Lux Matt McMurry                              | Patrick Pilet Nick Tandy                                    | Mario Farnbacher Trent Hindman Justin Marks                          | Résultats |
| 7  | Mosport      | Mazda Team Joest                                                   | PR1/Mathiasen Motorsports                                        | Porsche GT Team                                             | Turner Motorsport                                                    | Résultats |
| 7  | Mosport      | Oliver Jarvis Tristan Nunez                                        | Dalton Kellett (en) Matt McMurry                                 | Earl Bamber Laurens Vanthoor                                | Bill Auberlen Robby Foley                                            | Résultats |
| 8  | Lime Rock    | N'y participent pas                                                | N'y participent pas                                              | Ford Chip Ganassi Racing                                    | Pfaff Motorsports                                                    | Résultats |
| 8  | Lime Rock    | N'y participent pas                                                | N'y participent pas                                              | Ryan Briscoe Richard Westbrook                              | Dennis Olsen Zacharie Robichon                                       | Résultats |
| 9  | Road America | Mazda Team Joest                                                   | PR1/Mathiasen Motorsports                                        | Ford Chip Ganassi Racing                                    | Pfaff Motorsports                                                    | Résultats |
| 9  | Road America | Jonathan Bomarito Harry Tincknell                                  | Matt McMurry Patrick Kelly                                       | Ryan Briscoe Richard Westbrook                              | Matt Campbell Zacharie Robichon                                      | Résultats |
| 10 | Virginia     | N'y participent pas                                                | N'y participent pas                                              | Porsche GT Team                                             | Mercedes-AMG Team Riley Motorsports                                  | Résultats |
| 10 | Virginia     | N'y participent pas                                                | N'y participent pas                                              | Patrick Pilet Nick Tandy                                    | Jeroen Bleekemolen Ben Keating                                       | Résultats |
| 11 | Laguna Seca  | Acura Team Penske                                                  | PR1/Mathiasen Motorsports                                        | Ford Chip Ganassi Racing                                    | Paul Miller Racing                                                   | Résultats |
| 11 | Laguna Seca  | Dane Cameron Juan Pablo Montoya                                    | Dalton Kellett (en) Matt McMurry                                 | Joey Hand Dirk Müller                                       | Bryan Sellers Corey Lewis                                            | Résultats |
| 12 | Road Atlanta | Whelen Engineering Racing                                          | PR1/Mathiasen Motorsports                                        | Risi Competizione                                           | Turner Motorsport                                                    | Résultats |
| 12 | Road Atlanta | Felipe Nasr Eric Curran Pipo Derani                                | Dalton Kellett (en) Matt McMurry Gabriel Aubry                   | James Calado Alessandro Pier Guidi Daniel Serra             | Bill Auberlen Robby Foley Dillon Machavern                           | Résultats |

## Classement

### Attribution des points
Les points du championnat sont attribués dans chaque classe à l'arrivée de chaque épreuve. Les points sont alloués en fonction des positions d'arrivée indiquées dans le tableau ci-dessous.
| Position | 1  | 2  | 3  | 4  | 5  | 6  | 7  | 8  | 9  | 10 | 11 | 12 | 13 | 14 | 15 | 16 | 17 | 18 | 19 | 20 | 21 | 22 | 23 | 24 | 25 | 26 | 27 | 28 | 29 | 30 | MT |
| -------- | -- | -- | -- | -- | -- | -- | -- | -- | -- | -- | -- | -- | -- | -- | -- | -- | -- | -- | -- | -- | -- | -- | -- | -- | -- | -- | -- | -- | -- | -- | -- |
| Course   | 35 | 32 | 30 | 28 | 26 | 25 | 24 | 23 | 22 | 21 | 20 | 19 | 18 | 17 | 16 | 15 | 14 | 13 | 12 | 11 | 10 | 9  | 8  | 7  | 6  | 5  | 4  | 3  | 2  | 1  | 1  |

Points des pilotes
Des points sont attribués dans chaque classe à la fin de chaque épreuve. Le point pour le tour le plus rapide est seulement attribué dans le championnat des pilotes.
Points des équipes
Les points des équipes sont calculés exactement de la même manière que les points des pilotes en utilisant le tableau de répartition des points. Chaque voiture inscrite est considérée comme sa propre "équipe", qu'il s'agisse d'une seule entrée ou d'une partie d'une équipe engageant deux voitures.
Points des constructeurs
Il existe également un championnat de constructeurs qui utilisent le même tableau de répartition des points pour toute la saison. Les championnats constructeurs reconnus par l'IMSA sont les suivants:
 'Prototype (P):'  Constructeur de châssis
 'GT Le Mans (GTLM):'  Constructeur automobile
 'GT Daytona (GTD):'  Constructeur automobile
Chaque constructeur reçoit des points d'arrivée pour sa voiture la mieux classée dans chaque catégorie. Les positions des voitures suivantes provenant du même constructeur ne sont pas prises en compte, et tous les autres constructeurs montent dans le classement.
Exemple : Le constructeur A terminé premier et deuxième lors d'un événement, et le constructeur B termine troisième. Le constructeur A reçoit 35 points de première place tandis que le constructeur B obtient 32 points de deuxième place.
Coupe d'Endurance d'Amérique du Nord
Le système de points de la Coupe d'Endurance d'Amérique du Nord est différent du système de points normal. Les points sont attribués selon un barème 5-4-3-2 que ce soit pour les pilotes, les équipes et les constructeurs. Ces points sont attribués de la façon suivante :
Daytona : Après 6h de course, 12h de course, 18h de course et à l'arrivée.
Sebring : Après 4h de course, 8h de course et à l'arrivée.
Watkins Glen : près 3h de course et à l'arrivée.
Petit Le Mans : Après 4h de course, 8h de course et à l'arrivée.

### Championnats pilotes
- Course faisant partie de la Coupe d’Endurance d’Amérique du Nord

#### DPi
| Pos. | Pilote                                | DAY | SEB | LBH | MOH | BEL | WGL | MOS | ELK | LGA | ATL | Points | MEC |
| ---- | ------------------------------------- | --- | --- | --- | --- | --- | --- | --- | --- | --- | --- | ------ | --- |
| 1    | Dane Cameron Juan Pablo Montoya       | 6   | 9   | 3   | 1   | 1   | 3   | 3   | 2   | 1   | 4   | 302    | 29  |
| 2    | Pipo Derani Felipe Nasr               | 2   | 1   | 6   | 4   | 2   | 7   | 4   | 4   | 3   | 1   | 297    | 45  |
| 3    | Helio Castroneves Ricky Taylor        | 3   | 4   | 2   | 5   | 3   | 5   | 5   | 7   | 2   | 3   | 284    | 30  |
| 4    | Jordan Taylor Renger van der Zande    | 1   | 2   | 10  | 6   | 9   | 4   | 6   | 5   | 4   | 2   | 274    | 42  |
| 5    | Oliver Jarvis Tristan Nunez           | 11  | 11  | 4   | 2   | 10  | 2   | 1   | 3   | 6   | 6   | 268    | 30  |
| 6    | Jonathan Bomarito                     | 9   | 6   | 8   | 3   | 11  | 1   | 2   | 1   | 10  | 11  | 263    | 31  |
| 7    | Filipe Albuquerque João Barbosa       | 7   | 3   | 1   | 8   | 6   | 6   | 10  | 6   | 5   | 7   | 258    | 33  |
| 8    | Simon Trummer Stephen Simpson         | 10  | 8   | 5   | 7   | 4   | 9   | 8   | 9   | 9   | 5   | 237    | 24  |
| 9    | Harry Tincknell                       | 9   | 6   | 8   |     | 11  | 1   | 2   | 1   | 10  | 11  | 233    | 31  |
| 10   | Colin Braun Jon Bennett               | 4   | 5   | 11  | 11  | 7   | 11  | 7   | 10  | 7   | 8   | 230    | 24  |
| 11   | Mikhail Goikhberg Tristan Vautier     | 5   | 7   | 9   | 10  | 5   | 10  | 9   | 8   | 8   | 9   | 230    | 24  |
| 12   | William Owen                          | 8   | 10  | 7   | 9   | 8   | 8   | 11  |     |     | 10  | 177    | 24  |
| 13   | Eric Curran                           | 2   | 1   |     |     |     | 7   |     |     |     | 1   | 126    | 45  |
| 14   | Olivier Pla                           | 9   | 6   |     |     |     | 1   |     |     |     | 11  | 102    | 31  |
| 15   | Timo Bernhard                         | 11  | 11  |     |     |     | 2   |     |     |     | 6   | 97     | 30  |
| 16   | Romain Dumas                          | 4   | 5   |     |     |     | 11  |     |     |     | 8   | 97     | 24  |
| 17   | Chris Miller                          | 10  | 8   |     |     |     | 9   |     |     |     | 5   | 92     | 24  |
| 18   | René Binder                           | 8   | 10  |     |     |     | 8   |     |     |     | 10  | 88     | 24  |
| 19   | Juan Piedrahita (en)                  | 10  | 7   |     |     |     | 10  |     |     |     | 9   | 88     | 24  |
| 20   | Simon Pagenaud                        | 6   | 9   |     |     |     |     |     |     |     | 4   | 75     | 24  |
| 21   | Kyle Kaiser (en)                      | 8   |     | 7   | 9   |     |     |     |     |     |     | 69     | 8   |
| 22   | Matthieu Vaxivière                    |     | 2   |     |     |     |     |     |     |     | 2   | 64     | 18  |
| 23   | Alexander Rossi                       | 3   | 4   |     |     |     |     |     |     |     |     | 58     | 19  |
| 24   | Mike Conway                           |     |     |     |     |     | 6   |     |     |     | 7   | 49     | 15  |
| 25   | Agustín Canapino (en)                 | 8   | 10  |     |     |     |     |     |     |     |     | 44     | 14  |
| 26   | Victor Franzoni (en)                  |     |     |     |     | 8   |     | 11  |     |     |     | 43     | –   |
| 27   | Fernando Alonso Kamui Kobayashi       | 1   |     |     |     |     |     |     |     |     |     | 35     | 18  |
| 28   | Brendon Hartley                       |     | 3   |     |     |     |     |     |     |     |     | 30     | 10  |
| 29   | Ryan Hunter-Reay                      |     |     |     | 3   |     |     |     |     |     |     | 30     | –   |
| 30   | Graham Rahal                          |     |     |     |     |     |     |     |     |     | 3   | 30     | 7   |
| 31   | Loïc Duval                            | 4   |     |     |     |     |     |     |     |     |     | 28     | 8   |
| 32   | Rubens Barrichello Devlin DeFrancesco | 5   |     |     |     |     |     |     |     |     |     | 26     | 8   |
| 33   | Christian Fittipaldi                  | 7   |     |     |     |     |     |     |     |     |     | 24     | 8   |
| 34   | Spencer Pigot                         |     |     |     |     |     |     |     |     |     | 10  | 21     | 6   |
| 35   | René Rast                             | 11  |     |     |     |     |     |     |     |     |     | 20     | 8   |

#### LMP2
| Pos. | PIlote                                                           | DAY | SEB | MOH | WGL | MOS | ELK | LGA | ATL | Points | MEC |
| ---- | ---------------------------------------------------------------- | --- | --- | --- | --- | --- | --- | --- | --- | ------ | --- |
| 1    | Kyle Masson Cameron Cassels                                      | 2   | 1   | 2   |     |     |     |     |     | 99     | 28  |
| 2    | Matt McMurry                                                     | 4   | 2   | 1   |     |     |     |     |     | 95     | 20  |
| 3    | Gabriel Aubry                                                    | 4   | 2   |     |     |     |     |     |     | 60     | 20  |
| 4    | Sebastián Saavedra Pastor Maldonado Ryan Cullen Roberto González | 1   |     |     |     |     |     |     |     | 35     | 19  |
| 5    | Andrew Evans                                                     |     | 1   |     |     |     |     |     |     | 35     | 15  |
| 6    | Eric Lux                                                         |     |     | 1   |     |     |     |     |     | 35     | 15  |
| 7    | Robert Masson Kris Wright                                        | 2   |     |     |     |     |     |     |     | 32     | 13  |
| 6    | Anders Fjordbach                                                 |     | 2   |     |     |     |     |     |     | 32     | 12  |
| 7    | Henrik Hedman Ben Hanley James Allen Nicolas Lapierre            | 3   |     |     |     |     |     |     |     | 30     | 16  |
| 8    | Enzo Guibbert Mark Kvamme                                        | 4   |     |     |     |     |     |     |     | 28     | 8   |

#### GT Le Mans
| Pos. | PIlote                                                        | DAY | SEB | LBH | MOH | WGL | MOS | LIM | ELK | VIR | LGA | ATL | Points | MEC |
| ---- | ------------------------------------------------------------- | --- | --- | --- | --- | --- | --- | --- | --- | --- | --- | --- | ------ | --- |
| 1    | Earl Bamber Laurens Vanthoor                                  | 3   | 5   | 1   | 1   |     |     |     |     |     |     |     | 126    | 19  |
| 2    | Antonio García Jan Magnussen                                  | 6   | 3   | 2   | 2   |     |     |     |     |     |     |     | 119    | 17  |
| 3    | Patrick Pilet Nick Tandy                                      | 5   | 1   | 5   | 3   |     |     |     |     |     |     |     | 117    | 21  |
| 4    | Connor De Phillippi                                           | 1   | 7   | 7   | 4   |     |     |     |     |     |     |     | 111    | 17  |
| 5    | Sébastien Bourdais Dirk Müller                                | 7   | 2   | 4   | 7   |     |     |     |     |     |     |     | 108    | 19  |
| 6    | Ryan Briscoe Richard Westbrook                                | 4   | 6   | 6   | 5   |     |     |     |     |     |     |     | 104    | 20  |
| 7    | Oliver Gavin Tommy Milner                                     | 8   | 8   | 3   | 8   |     |     |     |     |     |     |     | 99     | 17  |
| 8    | John Edwards Jesse Krohn                                      | 9   | 4   | 8   | 6   |     |     |     |     |     |     |     | 98     | 16  |
| 9    | Tom Blomqvist                                                 |     | 7   | 7   | 4   |     |     |     |     |     |     |     | 76     | 6   |
| 10   | Philipp Eng                                                   | 1   | 4   |     |     |     |     |     |     |     |     |     | 63     | 19  |
| 11   | Frédéric Makowiecki                                           | 5   | 1   |     |     |     |     |     |     |     |     |     | 61     | 21  |
| 12   | Colton Herta                                                  | 1   | 7   |     |     |     |     |     |     |     |     |     | 59     | 17  |
| 13   | Joey Hand                                                     | 7   | 2   |     |     |     |     |     |     |     |     |     | 56     | 19  |
| 14   | Mathieu Jaminet                                               | 3   | 5   |     |     |     |     |     |     |     |     |     | 56     | 19  |
| 15   | Mike Rockenfeller                                             | 6   | 3   |     |     |     |     |     |     |     |     |     | 55     | 17  |
| 16   | Scott Dixon                                                   | 4   | 6   |     |     |     |     |     |     |     |     |     | 53     | 20  |
| 17   | Marcel Fässler                                                | 8   | 8   |     |     |     |     |     |     |     |     |     | 46     | 17  |
| 18   | Augusto Farfus                                                | 1   |     |     |     |     |     |     |     |     |     |     | 35     | 11  |
| 19   | James Calado Alessandro Pier Guidi Miguel Molina Davide Rigon | 2   |     |     |     |     |     |     |     |     |     |     | 32     | 16  |
| 20   | Chaz Mostert Alex Zanardi                                     | 9   |     |     |     |     |     |     |     |     |     |     | 22     | 8   |

#### GT Daytona
| Pos. | Pilote                                                               | DAY | SEB | MOH | BEL† | WGL | MOS | LIM | ELK | VIR | LGA | ATL | Points | WTSC | MEC |
| ---- | -------------------------------------------------------------------- | --- | --- | --- | ---- | --- | --- | --- | --- | --- | --- | --- | ------ | ---- | --- |
| 1    | Mirko Bortolotti Rik Breukers Rolf Ineichen                          | 1   | 1   |     |      |     |     |     |     |     |     |     | 70     |      | 22  |
| 2    | Frankie Montecalvo Townsend Bell Aaron Telitz                        | 2   | 9   |     |      |     |     |     |     |     |     |     | 54     |      | 16  |
| 3    | Andy Lally Spencer Pumpelly John Potter                              | 10  | 2   |     |      |     |     |     |     |     |     |     | 53     |      | 16  |
| 4    | Mario Farnbacher Trent Hindman                                       | 4   | 7   |     |      |     |     |     |     |     |     |     | 52     |      | 18  |
| 4    | Justin Marks                                                         | 4   | 7   |     |      |     |     |     |     |     |     |     | 52     |      | 18  |
| 5    | Jeroen Bleekemolen Felipe Fraga Ben Keating                          | 6   | 5   |     |      |     |     |     |     |     |     |     | 51     |      | 25  |
| 6    | Patrick Long Patrick Lindsey Nick Boulle                             | 7   | 6   |     |      |     |     |     |     |     |     |     | 49     |      | 14  |
| 7    | Richard Heistand Jack Hawksworth                                     | 5   | 15  |     |      |     |     |     |     |     |     |     | 42     |      | 14  |
| 8    | Christina Nielsen Katherine Legge Ana Beatriz                        | 12  | 8   |     |      |     |     |     |     |     |     |     | 42     |      | 15  |
| 9    | Bill Auberlen Robby Foley Dillon Machavern                           | 9   | 13  |     |      |     |     |     |     |     |     |     | 40     |      | 15  |
| 10   | Toni Vilander Cooper MacNeil Jeff Westphal                           | 232 | 3   |     |      |     |     |     |     |     |     |     | 38     |      | 18  |
| 11   | Daniel Morad Christopher Mies Ricardo Feller                         | 221 | 4   |     |      |     |     |     |     |     |     |     | 37     |      | 18  |
| 12   | Scott Hargrove Lars Kern Zacharie Robichon                           | 16  | 10  |     |      |     |     |     |     |     |     |     | 36     |      | 17  |
| 13   | Christian Engelhart                                                  | 1   |     |     |      |     |     |     |     |     |     |     | 35     |      | 11  |
| 14   | Ryan Dalziel Parker Chase Ezequiel Perez Companc                     | 13  | 14  |     |      |     |     |     |     |     |     |     | 35     |      | 14  |
| 15   | Andrew Davis Will Hardeman Alex Riberas                              | 11  | 17  |     |      |     |     |     |     |     |     |     | 34     |      | 14  |
| 16   | Jeff Segal                                                           | 2   |     |     |      |     |     |     |     |     |     |     | 32     |      | 10  |
| 17   | Fabian Schiller Maximilian Buhk JC Perez                             | 19  | 11  |     |      |     |     |     |     |     |     |     | 32     |      | 14  |
| 18   | Don Yount                                                            | 18  | 12  |     |      |     |     |     |     |     |     |     | 32     |      | 14  |
| 19   | Corey Lewis Bryan Sellers Ryan Hardwick                              | 15  | 16  |     |      |     |     |     |     |     |     |     | 31     |      | 14  |
| 20   | Frédéric Vervisch Kelvin van der Linde Ian James Roman DeAngelis     | 3   |     |     |      |     |     |     |     |     |     |     | 30     |      | 9   |
| 21   | A. J. Allmendinger                                                   | 4   |     |     |      |     |     |     |     |     |     |     | 28     |      | 11  |
| 22   | Austin Cindric Nick Cassidy                                          | 5   |     |     |      |     |     |     |     |     |     |     | 26     |      | 8   |
| 23   | Luca Stolz                                                           | 6   |     |     |      |     |     |     |     |     |     |     | 25     |      | 14  |
| 24   | Matt Campbell                                                        | 7   |     |     |      |     |     |     |     |     |     |     | 24     |      | 8   |
| 25   | Chico Longo Victor Franzoni Marcos Gomes Andrea Bertolini            | 8   |     |     |      |     |     |     |     |     |     |     | 23     |      | 8   |
| 26   | Jens Klingmann                                                       | 9   |     |     |      |     |     |     |     |     |     |     | 22     |      | 9   |
| 27   | Marco Mapelli                                                        | 10  |     |     |      |     |     |     |     |     |     |     | 21     |      | 8   |
| 28   | Markus Winkelhock                                                    | 11  |     |     |      |     |     |     |     |     |     |     | 20     |      | 8   |
| 29   | Simona de Silvestro                                                  | 12  |     |     |      |     |     |     |     |     |     |     | 19     |      | 9   |
| 30   | Brandon Gdovic Lawson Aschenbach                                     |     | 12  |     |      |     |     |     |     |     |     |     | 19     |      | 6   |
| 31   | Christopher Haase                                                    | 13  |     |     |      |     |     |     |     |     |     |     | 18     |      | 8   |
| 32   | Marco Seefried Tim Pappas Dirk Werner Matteo Cairoli                 | 14  |     |     |      |     |     |     |     |     |     |     | 17     |      | 9   |
| 33   | Andrea Caldarelli                                                    | 15  |     |     |      |     |     |     |     |     |     |     | 16     |      | 8   |
| 34   | Philipp Frommenwiler                                                 |     | 15  |     |      |     |     |     |     |     |     |     | 16     |      | 6   |
| 35   | Dennis Olsen                                                         | 16  |     |     |      |     |     |     |     |     |     |     | 15     |      | 8   |
| 36   | Fabio Babini Emanuele Busnelli Taylor Proto Giacomo Altoè            | 17  |     |     |      |     |     |     |     |     |     |     | 14     |      | 8   |
| 37   | Miloš Pavlović Steve Dunn Linus Lundqvist                            | 18  |     |     |      |     |     |     |     |     |     |     | 13     |      | 8   |
| 38   | Dominik Baumann                                                      | 19  |     |     |      |     |     |     |     |     |     |     | 12     |      | 8   |
| 39   | Paul Dalla Lana Pedro Lamy Mathias Lauda Daniel Serra                | 20  |     |     |      |     |     |     |     |     |     |     | 11     |      | 8   |
| 40   | Klaus Bachler Sven Müller Alfred Renauer Jürgen Häring Steffen Görig | 21  |     |     |      |     |     |     |     |     |     |     | 10     |      | 8   |
| 41   | Dries Vanthoor                                                       | 221 |     |     |      |     |     |     |     |     |     |     | 9      |      | 12  |
| 42   | Dominik Farnbacher                                                   | 232 |     |     |      |     |     |     |     |     |     |     | 8      |      | 10  |

† Les points ne comptent que pour la WeatherTech Sprint Cup, et non pour le championnat GTD.
1 Initialement 2e, mais rétrogradé à la suite du non-respect du temps minimum de conduite.
2Initialement 14e, mais rétrogradé à la suite du non-respect du temps minimum de conduite.

### Championnats écuries

#### DPi
| Pos. | Écurie                          | DAY | SEB | LBH | MOH | BEL | WGL | MOS | ELK | LGA | ATL | Points | MEC |
| ---- | ------------------------------- | --- | --- | --- | --- | --- | --- | --- | --- | --- | --- | ------ | --- |
| 1    | no 6 Acura Team Penske          | 6   | 9   | 3   | 1   | 1   | 3   | 3   | 2   | 1   | 4   | 302    | 29  |
| 2    | no 31 Whelen Engineering Racing | 2   | 1   | 6   | 4   | 2   | 7   | 4   | 4   | 3   | 1   | 297    | 45  |
| 3    | no 7 Acura Team Penske          | 3   | 4   | 2   | 5   | 3   | 5   | 5   | 7   | 2   | 3   | 284    | 30  |
| 4    | no 10 Konica Minolta Cadillac   | 1   | 2   | 10  | 6   | 9   | 4   | 6   | 5   | 4   | 2   | 274    | 42  |
| 5    | no 77 Mazda Team Joest          | 11  | 11  | 4   | 2   | 10  | 2   | 1   | 3   | 6   | 6   | 268    | 30  |
| 6    | no 55 Mazda Team Joest          | 9   | 6   | 8   | 3   | 11  | 1   | 2   | 1   | 10  | 11  | 263    | 31  |
| 7    | no 5 Mustang Sampling Racing    | 7   | 3   | 1   | 8   | 6   | 6   | 10  | 6   | 5   | 7   | 258    | 33  |
| 8    | no 84 JDC Miller Motorsports    | 10  | 8   | 5   | 7   | 4   | 9   | 8   | 9   | 9   | 5   | 237    | 24  |
| 9    | no 54 CORE Autosport            | 4   | 5   | 11  | 11  | 7   | 11  | 7   | 10  | 7   | 8   | 230    | 24  |
| 10   | no 85 JDC Miller Motorsports    | 5   | 7   | 9   | 10  | 5   | 10  | 9   | 8   | 8   | 9   | 230    | 24  |
| 11   | no 50 Juncos Racing             | 8   | 10  | 7   | 9   | 8   | 8   | 11  |     |     | 10  | 177    | 24  |
| Pos. | Écurie                          | DAY | SEB | LBH | MOH | BEL | WGL | MOS | ELK | LGA | ATL | Points | MEC |

#### LMP2
| Pos. | Écurie                             | DAY | SEB | MOH | WGL | MOS | ELK | LGA | ATL | Points | MEC |
| ---- | ---------------------------------- | --- | --- | --- | --- | --- | --- | --- | --- | ------ | --- |
| 1    | no 52 PR1/Mathiasen Motorsports    | 4   | 2   | 1   | 1   | 1   | 1   | 1   | 1   | 270    | 44  |
| 2    | no 38 Performance Tech Motorsports | 2   | 1   | 2   | 2   | 2   | 2   | 2   | 2   | 259    | 49  |
| 3    | no 18 DragonSpeed                  | 1   |     |     |     |     |     |     |     | 35     | 19  |
| 4    | no 81 DragonSpeed                  | 3   |     |     |     |     |     |     |     | 30     | 16  |
| Pos. | Écurie                             | DAY | SEB | MOH | WGL | MOS | ELK | LGA | ATL | Points | MEC |

#### GT Le Mans
| Pos. | Écurie                         | DAY | SEB | LBH | MOH | WGL | MOS | LIM | ELK | VIR | LGA | ATL | Points | MEC |
| ---- | ------------------------------ | --- | --- | --- | --- | --- | --- | --- | --- | --- | --- | --- | ------ | --- |
| 1    | no 912 Porsche GT Team         | 3   | 5   | 1   | 1   | 6   | 1   | 2   | 3   | 2   | 7   | 5   | 330    | 31  |
| 2    | no 911 Porsche GT Team         | 5   | 1   | 5   | 3   | 1   | 3   | 4   | 7   | 1   | 8   | 6   | 317    | 37  |
| 3    | no 3 Corvette Racing           | 6   | 3   | 2   | 2   | 2   | 7   | 5   | 4   | 3   | 3   | 4   | 317    | 30  |
| 4    | no 67 Ford Chip Ganassi Racing | 4   | 6   | 6   | 5   | 3   | 5   | 1   | 1   | 5   | 6   | 2   | 313    | 38  |
| 5    | no 66 Ford Chip Ganassi Racing | 7   | 2   | 4   | 7   | 4   | 6   | 3   | 2   | 6   | 1   | 8   | 306    | 31  |
| 6    | no 25 BMW Team RLL             | 1   | 7   | 7   | 4   | 7   | 4   | 7   | 5   | 7   | 5   | 3   | 293    | 29  |
| 7    | no 24 BMW Team RLL             | 9   | 4   | 8   | 6   | 5   | 2   | 8   | 8   | 8   | 2   | 9   | 279    | 26  |
| 8    | no 4 Corvette Racing           | 8   | 8   | 3   | 8   | 8   | 8   | 6   | 6   | 4   | 4   | 7   | 275    | 27  |
| 9    | no 62 Risi Competizione        | 2   |     |     |     |     |     |     |     |     |     | 1   | 67     | 29  |
| Pos. | Écurie                         | DAY | SEB | LBH | MOH | WGL | MOS | LIM | ELK | VIR | LGA | ATL | Points | MEC |

#### GT Daytona
| Pos. | Écurie                                                         | DAY | SEB | MOH | BEL† | WGL | MOS | LIM | ELK | VIR | LGA | ATL | Points | WTSC | MEC |
| ---- | -------------------------------------------------------------- | --- | --- | --- | ---- | --- | --- | --- | --- | --- | --- | --- | ------ | ---- | --- |
| 1    | no 86 Meyer Shank Racing avec Curb Agajanian Performance Group | 4   | 7   | 2   | 11   | 1   | 2   | 2   | 5   | 2   | 8   | 12  | 283    | 197  | 31  |
| 2    | no 96 Turner Motorsport                                        | 9   | 13  | 15  | 10   | 2   | 1   | 3   | 3   | 11  | 7   | 1   | 262    | 176  | 34  |
| 3    | no 9 Pfaff Motorsports                                         | 16  | 10  | 12  |      | 6   | 5   | 1   | 1   | 4   | 4   | 3   | 262    | 171  | 29  |
| 4    | no 44 Magnus Racing                                            | 10  | 2   | 8   | 4    | 7   | 8   | 8   | 6   | 6   | 3   | 8   | 249    | 177  | 26  |
| 5    | no 63 Scuderia Corsa                                           | 232 | 3   | 7   | 12   | 3   | 9   | 11  | 7   | 3   | 2   | 5   | 246    | 171  | 35  |
| 6    | no 33 Mercedes-AMG Team Riley Motorsports                      | 6   | 5   | 14  |      | 15  | 7   | 9   | 14  | 1   | 5   | 4   | 238    | 143  | 37  |
| 7    | no 14 AIM Vasser Sullivan                                      | 5   | 15  | 1   | 1    | 5   | 12  | 6   | 4   | 13  | 9   | 9   | 237    | 182  | 24  |
| 8    | no 12 AIM Vasser Sullivan                                      | 2   | 9   | 5   | 3    | 9   | 3   | 13  | 9   | 7   | 11  | 11  | 235    | 170  | 27  |
| 9    | no 57 Heinricher Racing avec Meyer Shank Racing                | 12  | 8   | 10  | 9    | 4   | 6   | 12  | 13  | 12  | 6   | 7   | 221    | 149  | 25  |
| 10   | no 48 Paul Miller Racing                                       | 15  | 16  | 3   | 5    | 14  |     | 7   | 2   | 10  | 1   | 6   | 215    | 168  | 24  |
| 11   | no 73 Park Place Motorsports                                   | 7   | 6   | 4   | 2    | 13  | 4   | 4   | 15  | 5   | NP  |     | 193    | 158  | 18  |
| 12   | no 76 Compass Racing                                           |     |     | 13  | 8    |     | 10  | 10  | 12  | 9   | 10  |     | 122    | 145  | -   |
| 13   | no 8 Starworks Motorsport                                      | 13  | 14  | 9   | 6    | 12  |     |     | 10  |     |     |     | 97     | 68   | 18  |
| 14   | no 29 Montaplast avec Land Motorsport                          | 221 | 4   |     |      | 8   |     |     |     |     |     | 2   | 92     | –    | 34  |
| 15   | no 74 Lone Star Racing                                         |     |     | 11  | 7    |     | 11  |     | 11  | 8   |     |     | 83     | 107  | –   |
| 16   | no 47 Precision Performance Motorsports (en)                   | 18  | 12  |     |      | 11  |     |     |     |     |     | 10  | 24     | –    | 18  |
| 17   | no 11 GRT Grasser Racing Team                                  | 1   | 1   |     |      |     |     |     |     |     |     |     | 70     | –    | 22  |
| 18   | no 19 Moorespeed                                               | 11  | 17  | 6   |      | DNS |     |     |     |     |     |     | 59     | 25   | 14  |
| 19   | no 91 Wright Motorsports                                       |     |     |     |      |     |     | 5   | 8   |     |     |     | 49     | 49   | –   |
| 20   | no 540 Black Swan Racing                                       | 14  |     |     |      | 10  |     |     |     |     |     |     | 38     | –    | 13  |
| 21   | no 71 P1 Motorsports                                           | 19  | 11  |     |      |     |     |     |     |     |     |     | 32     | –    | 14  |
| 22   | no 88 WRT Speedstar Audi Sport                                 | 3   |     |     |      |     |     |     |     |     |     |     | 30     | –    | 9   |
| 23   | no 13 Via Italia Racing                                        | 8   |     |     |      |     |     |     |     |     |     |     | 23     | –    | 8   |
| 24   | no 46 Ebimotors                                                | 17  |     |     |      |     |     |     |     |     |     |     | 14     | –    | 8   |
| 25   | no 51 Spirit of Race                                           | 20  |     |     |      |     |     |     |     |     |     |     | 11     | –    | 8   |
| 26   | no 99 NGT Motorsport                                           | 21  |     |     |      |     |     |     |     |     |     |     | 10     | –    | 8   |
| Pos. | Écurie                                                         | DAY | SEB | MOH | BEL† | WGL | MOS | LIM | ELK | VIR | LGA | ATL | Points | WTSC | MEC |

† Les points ne comptent que pour la WeatherTech Sprint Cup, et non pour le championnat GTD.
1 À l'origine terminé 2e de la catégorie, mais rétrogradé après avoir enfreint les règles relatives au temps de conduite minimal.
2 À l'origine terminé 14e de la catégorie, mais rétrogradé après avoir enfreint les règles relatives au temps de conduite minimal.

### Championnats constructeurs

#### DPi
| Pos. | Constructeur | DAY | SEB | LBH | MOH | BEL | WGL | MOS | ELK | LGA | ATL | Points | MEC |
| ---- | ------------ | --- | --- | --- | --- | --- | --- | --- | --- | --- | --- | ------ | --- |
| 1    | Acura        | 3   | 4   | 2   | 1   | 1   | 3   | 3   | 2   | 1   | 3   | 329    | 45  |
| 2    | Cadillac     | 1   | 1   | 1   | 4   | 2   | 4   | 4   | 4   | 3   | 1   | 324    | 56  |
| 3    | Mazda        | 9   | 6   | 4   | 2   | 10  | 1   | 1   | 1   | 6   | 6   | 311    | 39  |
| 4    | Nissan       | 4   | 5   | 11  | 11  | 7   | 11  | 7   | 10  | 7   | 8   | 286    | 28  |
| Pos. | Constructeur | DAY | SEB | LBH | MOH | BEL | WGL | MOS | ELK | LGA | ATL | Points | MEC |

#### GT Le Mans
| Pos. | Constructeur | DAY | SEB | LBH | MOH | WGL | MOS | LIM | ELK | VIR | LGA | ATL | Points | MEC |
| ---- | ------------ | --- | --- | --- | --- | --- | --- | --- | --- | --- | --- | --- | ------ | --- |
| 1    | Porsche      | 3   | 1   | 1   | 1   | 1   | 1   | 2   | 3   | 1   | 7   | 5   | 358    | 40  |
| 2    | Ford         | 4   | 2   | 4   | 5   | 3   | 5   | 1   | 1   | 5   | 1   | 2   | 345    | 42  |
| 3    | Chevrolet    | 6   | 3   | 2   | 2   | 2   | 7   | 5   | 4   | 3   | 3   | 4   | 330    | 35  |
| 4    | BMW          | 1   | 4   | 7   | 4   | 5   | 2   | 7   | 5   | 7   | 2   | 3   | 327    | 34  |
| 5    | Ferrari      | 2   |     |     |     |     |     |     |     |     |     | 1   | 67     | 31  |
| Pos. | Constructeur | DAY | SEB | LBH | MOH | WGL | MOS | LIM | ELK | VIR | LGA | ATL | Points | MEC |

#### GT Daytona
| Pos. | Constructeur | DAY | SEB | MOH | BEL † | WGL | MOS | LIM | ELK | VIR | LGA | ATL | Points | WTSC | MEC |
| ---- | ------------ | --- | --- | --- | ----- | --- | --- | --- | --- | --- | --- | --- | ------ | ---- | --- |
| 1    | Lamborghini  | 1   | 1   | 3   | 4     | 7   | 8   | 7   | 2   | 6   | 1   | 6   | 294    | 204  | 26  |
| 2    | Acura        | 4   | 7   | 2   | 9     | 1   | 2   | 2   | 5   | 2   | 6   | 7   | 292    | 204  | 32  |
| 3    | Porsche      | 7   | 6   | 4   | 2     | 6   | 4   | 1   | 1   | 4   | 4   | 3   | 291    | 216  | 30  |
| 4    | BMW          | 9   | 13  | 15  | 10    | 2   | 1   | 3   | 3   | 11  | 7   | 1   | 278    | 188  | 34  |
| 5    | Lexus        | 2   | 9   | 1   | 1     | 5   | 3   | 6   | 4   | 7   | 9   | 9   | 277    | 205  | 27  |
| 6    | Ferrari      | 8   | 3   | 7   | 12    | 3   | 9   | 11  | 7   | 3   | 2   | 5   | 271    | 181  | 36  |
| 7    | Mercedes-AMG | 6   | 5   | 11  | 7     | 15  | 7   | 9   | 11  | 1   | 5   | 4   | 266    | 187  | 37  |
| 8    | Audi         | 3   | 4   | 6   | 6     | 8   |     |     | 10  |     |     | 2   | 166    | 78   | 36  |
| 9    | McLaren      |     |     | 13  | 8     |     | 10  | 10  | 12  | 9   | 10  |     | 139    | 164  | -   |
| Pos. | Constructeur | DAY | SEB | MOH | BEL   | WGL | MOS | LIM | ELK | VIR | LGA | ATL | Points | WTSC | MEC |

† Les points ne comptent que pour la WeatherTech Sprint Cup, et non pour le championnat GTD.